# Kit Culkin
Christopher Cornelius "Kit" Culkin (Nueva York, 6 de diciembre de 1944) es un actor de teatro y exgerente estadounidense, conocido por ser el padre de los actores Macaulay Culkin, Rory Culkin y Kieran Culkin, y el hermano mayor de la actriz Bonnie Bedelia.

## Primeros años
Culkin nació en Manhattan, hijo de Philip Harley Culkin (1898-1977), que trabajaba en relaciones públicas, y Marian Ethel (de soltera Wagner; 1914-1964), escritora y editora. Él, junto a sus hermanas Candice, la actriz Bonnie y su hermano Terry se criaron en la ciudad de Nueva York.
Kit asistió a la escuela secundaria The St. Thomas Choir School en Midtown Manhattan. Junto a su hermana Bonnie tomaron clases en la School of American Ballet (al igual que su hijo Macaulay a fines de la década de 1980).

## Carrera profesional
La primeros años de carrera de Culkin implicaron trabajar en Broadway en producciones teatrales con actores como Richard Burton, John Gielgud, Laurence Olivier y Anthony Quinn. Su hermano Terry y sus hermanas Bonnie y Candace también trabajaron en teatro y televisión. Culkin le da crédito a su madre, quien fue su gerente, por estos primeros éxitos.
Tres de sus hijos, Macaulay, Rory y Kieran, son actores cuyas carreras profesionales le ganaron prominencia como el mánager de los tres desde finales de los años 1980 hasta mediados de los 1990. Macaulay se hizo altamente popular debido a sus papeles protagónicos en la película Home Alone, y fue el primer niño en Hollywood en recibir un salario de un millón de dólares (por My Girl en 1991). De 1995 a 1997, Kit fue parte de un juicio por custodia de menores.

## Vida personal
Culkin tiene ocho hijos; la mayor, Jennifer Adamson (1970-2000), fue con Adeena VanWagoner. Sus otros hijos, Shane (n. 1976), Dakota (1979-2008), Macaulay (n. 1980), Kieran (n. 1982), Quinn (n. 1984), Christian (n. 1987) y Rory (n.  1989), los tuvo con Patricia Brentrup. Culkin y Brentrup estuvieron juntos durante veintiún años, de 1974 a 1995, pero nunca se casaron.
La hija de Kit y Adeena, Jennifer Adamson, murió en 2000 por una sobredosis de drogas. El 9 de diciembre de 2008, la hija de Kit y Patricia, Dakota, fue atropellada por un vehículo cuando salió de la acera y se interpuso en su camino. Fue llevada al Ronald Reagan UCLA Medical Center de Los Ángeles, donde murió a causa de sus heridas la tarde siguiente, a la edad de 29 años.
Culkin residía en Grants Pass, Oregón. Después de la muerte de su vieja amiga y socia, Jeanette Krylowski, el 31 de mayo de 2017, Culkin dejó su residencia en Grants Pass.

## Filmografía
| Año  | Película        | Rol          | Notas         |
| ---- | --------------- | ------------ | ------------- |
| 1961 | West Side Story | Extra        | sin acreditar |
| 1964 | Hamlet          | Player Queen |               |